# Schutzhaft

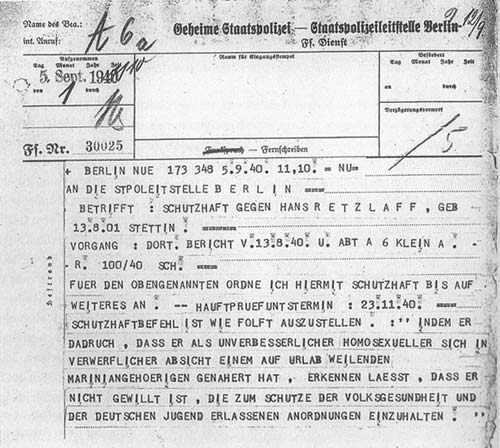
Dálnopis, který oznamuje převzetí homosexuála Hanse Retzlaffa do „ochranné vazby“

Schutzhaft (něm. „Ochranná vazba“) bylo v nacistickém Německu nezákonným nebo polozákonným zatýkáním politických odpůrců, Židů a dalších pronásledovaných skupin. Někdy bylo oficiálně obhajováno jako nezbytné k jejich ochraně před "oprávněným" hněvem německého obyvatelstva. Schutzhaft nevyžadoval soudní příkaz, ve skutečnosti se zadržený se soudcem pravděpodobně nikdy nesetkal.
Při zajišťování zadržení a „přesunu“ obětí, na které se vztahoval Schutzhaft, nebyla doložena žádná dokumentace. Považovalo se to za něco jiného než běžný soudní úkon a nevyžadoval soudní příkaz ani předchozí vyrozumění.
Oběti pak byly poslány do koncentračních táborů, jako byl koncentrační tábor Dachau nebo Buchenwald.